# Паметник на жертвите от 1944 година (Енидже Вардар)
Паметникът на жертвите (на гръцки: Μνημείο Ομαδικού Τάφου) от 14 септември 1944 година при Ениджевардарското клане е паметник в Енидже Вардар. Паметникът е създаден от скулптора Танасис Минопулос и е издигнат от общината през 1976 година. Намира се на улица „14 септември“.